# Песанья (микрорегион)

Песанья на карте.

Песанья (порт. Microrregião de Peçanha) — микрорегион в Бразилии, входит в штат Минас-Жерайс. Составная часть мезорегиона Вали-ду-Риу-Доси. 
Население составляет 81 520 человек (на 2010 год). Площадь — 	4602,184	 км². Плотность населения — 	17,71	 чел./км².

## Демография
Согласно сведениям, собранным в ходе переписи 2010 г. Национальным институтом географии и статистики (IBGE), население микрорегиона составляет:						
| Полное население                             | Полное население                             | Полное население                             | Полное население                             | 81 520 |
| -------------------------------------------- | -------------------------------------------- | -------------------------------------------- | -------------------------------------------- | ------ |
| в том числе:                                 | Городское население                          | 39 077                                       | Процент городского населения, %              | 47,94  |
|                                              | Сельское население                           | 42 443                                       | Процент сельского населения, %               | 52,06  |
|                                              | Мужское население                            | 40 822                                       | Процент мужского населения, %                | 50,08  |
|                                              | Женское население                            | 40 698                                       | Процент женского населения, %                | 49,92  |
| Плотность населения, чел/км²                 | Плотность населения, чел/км²                 | Плотность населения, чел/км²                 | Плотность населения, чел/км²                 | 17,71  |
| Население микрорегиона в % к населению штата | Население микрорегиона в % к населению штата | Население микрорегиона в % к населению штата | Население микрорегиона в % к населению штата | 0,42   |

## Статистика
- Валовой внутренний продукт на 2003 год составляет 216 902 031,00 реалов (данные: Бразильский институт географии и статистики).
- Валовой внутренний продукт на душу населения на 2003 год составляет 2611,11 реалов (данные: Бразильский институт географии и статистики).
- Индекс развития человеческого потенциала на 2000 год составляет 0,640 (данные: Программа развития ООН).

## Состав микрорегиона
В составе микрорегиона включены следующие муниципалитеты:
1. Кантагалу
2. Фрей-Лагонегру
3. Жозе-Райдан
4. Песанья
5. Санта-Мария-ду-Суасуи
6. Сан-Жозе-ду-Жакури
7. Сан-Педру-ду-Суасуи
8. Сан-Себастьян-ду-Мараньян
9. Агуа-Боа